# Viluyo Chico
Viluyo Chico ist eine Streusiedlung im Departamento La Paz im südamerikanischen Andenstaat Bolivien.

## Lage im Nahraum
Viluyo Chico ist die größte Ortschaft des Cantóns Villa Chuakhollu Grande im Municipio Sica Sica in der Provinz Aroma. Die Ortschaft liegt auf einer Höhe von 3951 m am südwestlichen Rand der Serranía de Sicasica, einem Höhenzug, der sich zwischen La Paz und Cochabamba in südöstlicher Richtung erstreckt und Höhen von bis zu 4850 m erreicht. 

## Geographie
Viluyo Chico liegt am Rand des bolivianischen Altiplano zwischen den Anden-Gebirgsketten der Cordillera Occidental im Westen und der Cordillera Central im Osten. Die Region weist ein ausgeprägtes Tageszeitenklima auf, bei dem die mittleren Temperaturschwankungen im Tagesverlauf deutlicher ausfallen als im Verlauf der Jahreszeiten.
Die Jahresdurchschnittstemperatur der Region liegt bei etwa 7 °C, der Jahresniederschlag beträgt 460 mm (siehe Klimadiagramm Patacamaya). Die Monatsdurchschnittstemperaturen schwanken nur unwesentlich zwischen 4 °C im Juni/Juli und 9 °C im November/Dezember, die Monatsniederschläge liegen zwischen unter 10 mm von Mai bis August und bei 110 mm im Januar.

## Verkehrsnetz
Viluyo Chico liegt in einer Entfernung von 121 Straßenkilometern südöstlich von La Paz, der Hauptstadt des gleichnamigen Departamentos.
An La Paz vorbei führt die asphaltierte Nationalstraße Ruta 1, die vom Titicacasee aus in südöstlicher Richtung über El Alto nach Patacamaya und Sica Sica und weiter über die Departamento-Hauptstädte Oruro, Potosí und Tarija bis nach Bermejo an der argentinischen Grenze führt.
Zwischen Patacamaya und Sica Sica zweigt 16 Kilometer südöstlich von Patacamaya eine unbefestigte Landstraße in nördlicher Richtung von der Ruta 1 ab, über die man nach zweieinhalb Kilometern Viluyo Chico erreicht.

## Bevölkerung
Die Einwohnerzahl der Ortschaft ist in dem Jahrzehnt zwischen den beiden letzten Volkszählungen auf das Doppelte angestiegen:
| Jahr | Einwohner         | Quelle       |
| ---- | ----------------- | ------------ |
| 1992 | keine Detaildaten | Volkszählung |
| 2001 | 175               | Volkszählung |
| 2012 | 363               | Volkszählung |
| 2024 |                   | Volkszählung |

Die Region weist einen hohen Anteil an Aymara-Bevölkerung auf, im Municipio Sica Sica sprechen 90,3 Prozent der Bevölkerung Aymara.